# Nikdo v zemi nikoho
Nikdo v zemi nikoho je studiové album písničkáře Vladimíra Merty vydané společně s obnovenou skupinou Dobrá úroda. Jeho nahrávání probíhalo v různých studiích v letech 2010 a 2012. Album vyšlo 7. listopadu 2012 u vydavatelství Galén. Album obsahuje jak originální skladby složené výhradně pro tuto skupinu, ale i skladby z Mertova vlastního repertoáru.

## Seznam skladeb
| Pořadí | Název                     | Délka |
| ------ | ------------------------- | ----- |
| 1.     | Ticho                     | 4:00  |
| 2.     | Nekrytý šek / I’m Czech!  | 5:41  |
| 3.     | Velkej Mimoň              | 5:01  |
| 4.     | Meziměsto                 | 4:25  |
| 5.     | Děvče hovoří              | 4:11  |
| 6.     | Pozítří                   | 2:29  |
| 7.     | Bývaly časy               | 5:28  |
| 8.     | Joe Dvojtečka             | 6:16  |
| 9.     | Sjezd upírů               | 5:30  |
| 10.    | Mistr Jin a Mistr Jang    | 5:43  |
| 11.    | Zezadu / Madona Decibella | 4:30  |
| 12.    | Nikdo v zemi nikoho       | 7:07  |

## Obsazení
Dobrá úroda
- Vladimír Merta – zpěv, akustická kytara, harmonika
- Václav Veselý – elektrická kytara, akordeon
- Jan Hrubý – housle, viola
- Jiří Veselý – baskytara
- Jiří Zelenka – bicí

Hosté
- Petr Pokorný – elektrická kytara
- Jan Veselý – housle, viola